# 哈里森 (阿肯色州)
哈里森（英語：Harrison）是一個位於美國阿肯色州布恩縣的城市。根據2020年美國人口普查，該地人口為13,069人，而該地的面積約為29.09平方千米。同時該地也是布恩縣的縣治。自1970年代以來，成為白人至上主義組織三K黨總部。亦因為如此，哈里森亦被評為美國種族歧視最嚴重的城鎮。

## 地理
哈里森的座標為36°14′14″N 93°06′49″W / 36.23722°N 93.11361°W，而該地的平均海拔高度為320米（即1050英尺）。